# رود دی، ابردین‌شیر
رود دی رودی است که به دریای شمال می‌ریزد. این رود از کشور بریتانیا می‌گذرد و ۱۴۰ کیلومتر طول دارد.

## نگارخانه

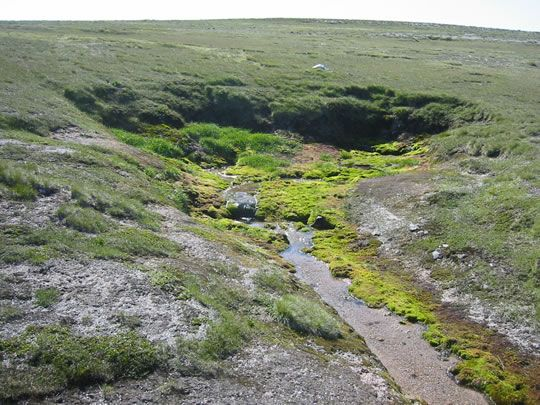
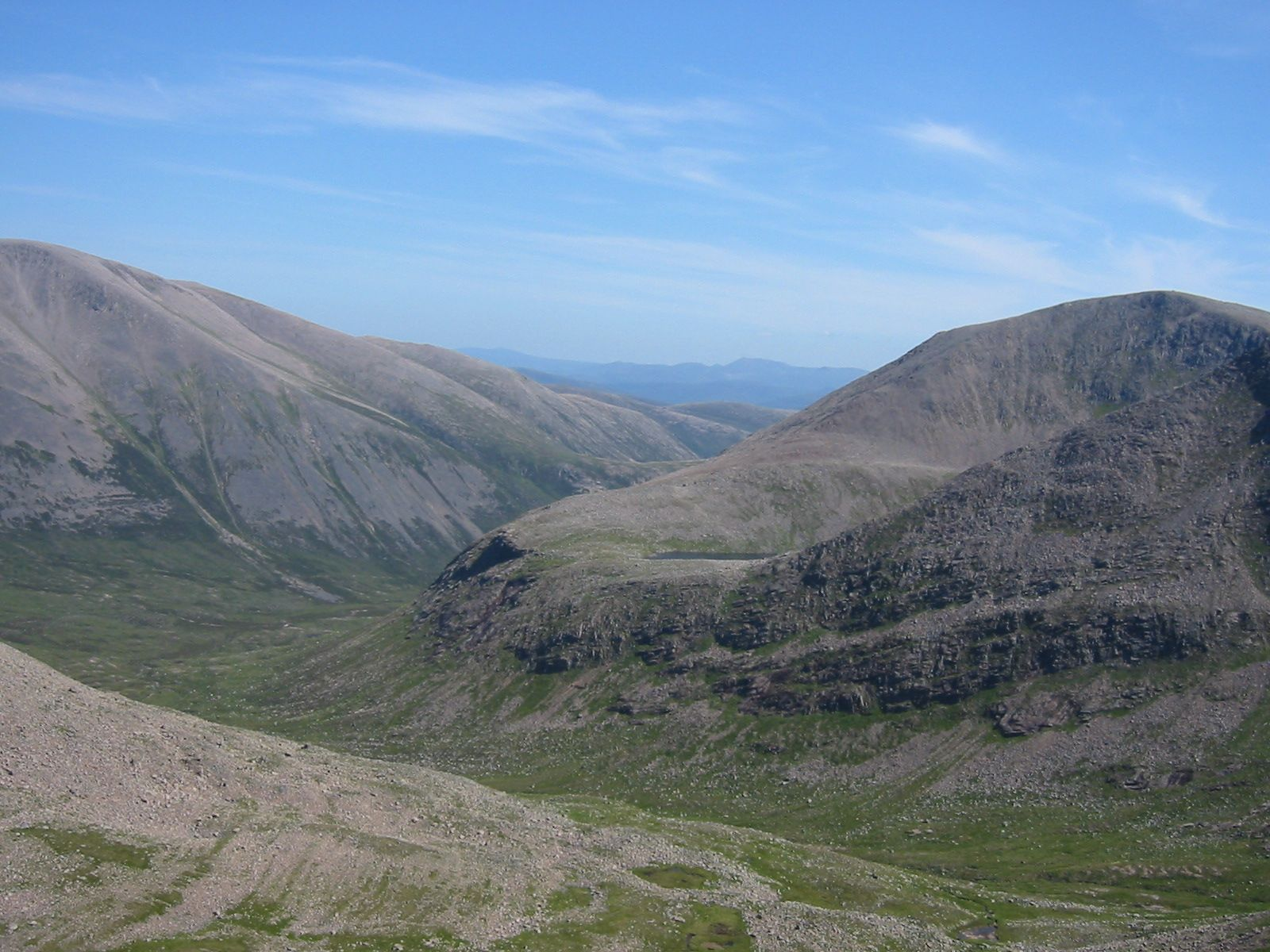
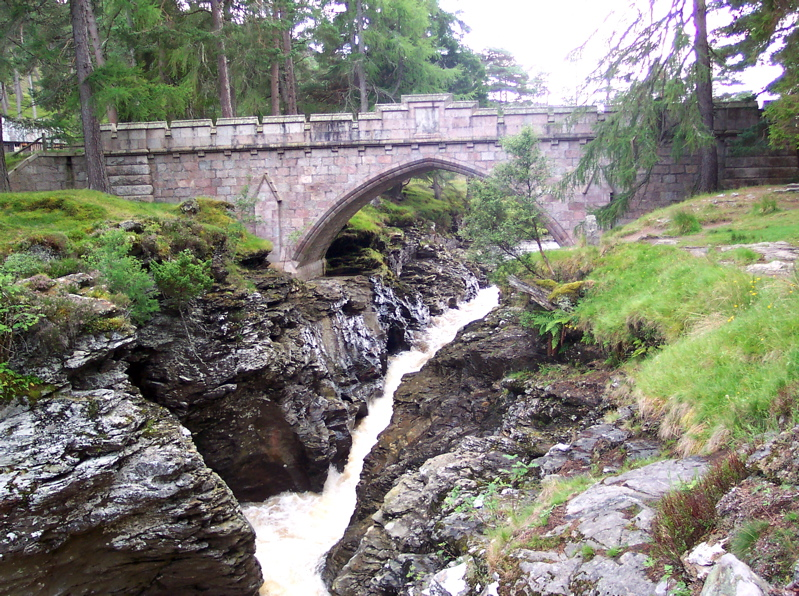